# Viale XX Settembre
Viale XX Settembre (già via dell'Acquedotto) è una delle principali arterie pedonali della città di Trieste.

## Origine del nome

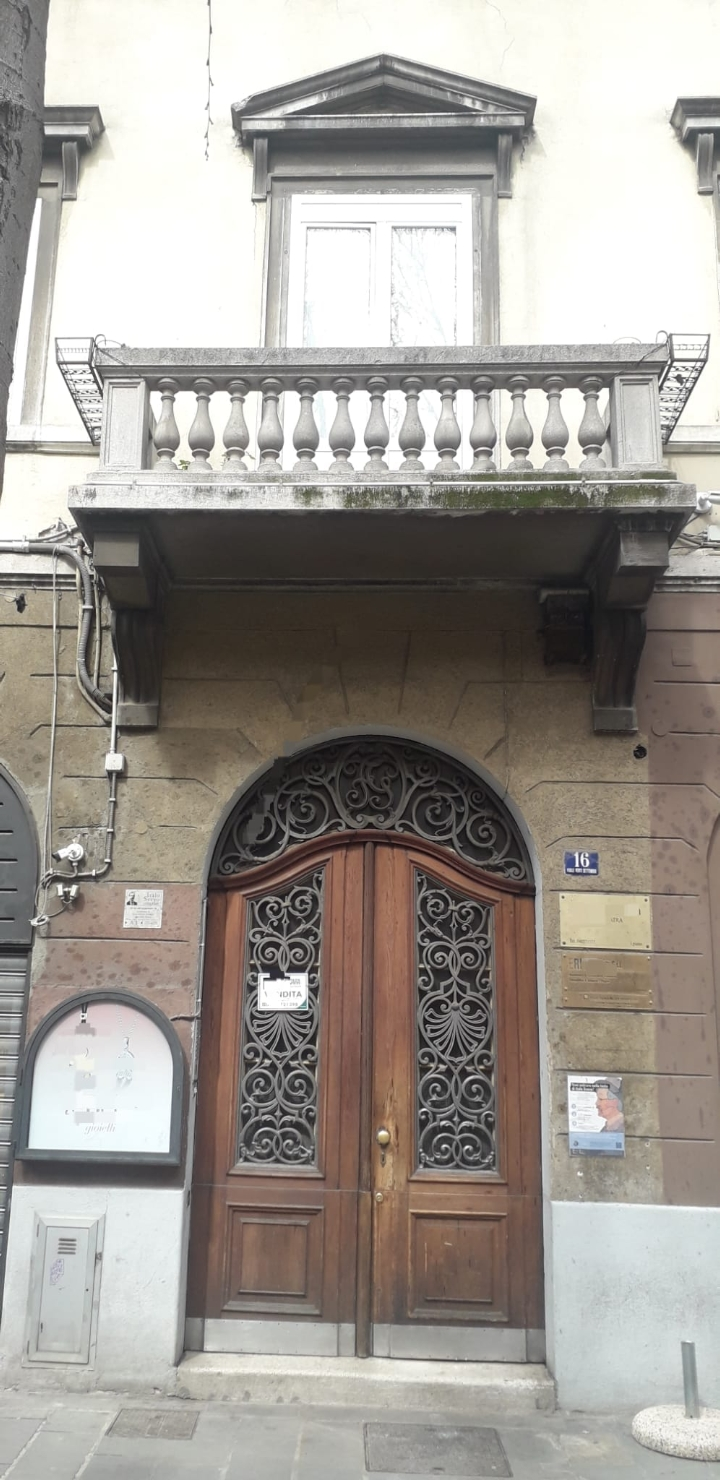
Casa natale di Italo Svevo in viale XX Settembre 16 a Trieste

Il viale deve il suo nome alla Breccia di Porta Pia del 20 settembre 1870. In passato la strada era conosciuta come via dell'Acquedotto e ancora vi passa l'acquedotto cittadino sotto il cemento.

## Descrizione
Si estende per oltre un chilometro lungo il rione di Barriera Nuova ed è distribuito su tre delle sette Circoscrizioni comunali di Trieste, ovvero la  III Circoscrizione (Roiano-Gretta-Barcola-Cologna-Scorcola), la IV Circoscrizione (Città Nuova-Barriera Nuova-San Vito-Città Vecchia) e la VI Circoscrizione (San Giovanni-Chiadino-Rozzol). Il primo tratto è completamente pedonalizzato mentre nella seconda parte possono circolare le autovetture.
Il viale è utilizzato come centro di incontri e manifestazioni tra cui la tradizionale fiera di San Nicolò, la principale fiera cittadina di Trieste, la settimana prima del 6 dicembre. Nel viale si trovano i cinema storici di Trieste e il Politeama Rossetti.
Il 16 dicembre 1861, nel palazzo sito al numero civico 16, nacque lo scrittore Italo Svevo.